# 대한민국 민법 제120조
대한민국 민법 제120조는 임의대리인의 복임권에 대한 민법조문이다.

## 조문
제120조(임의대리인의 복임권) 대리권이 법률행위에 의하여 부여된 경우에는 대리인은 본인의 승낙이 있거나 부득이한 사유있는 때가 아니면 복대리인을 선임하지 못한다.